# Pheidole mylognatha
Pheidole mylognatha är en myrart som beskrevs av Wheeler 1922. Pheidole mylognatha ingår i släktet Pheidole och familjen myror. Inga underarter finns listade i Catalogue of Life.